# 鮎川陽子
鮎川 陽子（あゆかわ ようこ、1976年10月8日 - ）は、日本のファッションモデル、画家、デザイナー、女優、グラフィックデザイナー、DJ。2015年9月よりエスプリ所属後、2019年5月現在は独立。福岡県北九州市若松区生まれ。

## 来歴・人物
ロック・バンド「シーナ&ザ・ロケッツ」の鮎川誠とシーナの間に双子の長女として誕生。双子の妹・純子と、7歳年下の妹・知慧子はロックバンド「DARKSIDE MIRRORS」で活動している。
東京都立桜町高等学校を卒業後、コンピュータ・ベンチャー企業やデザイン会社の勤務と平行し、1996年にクリームインターナショナルに所属。ファッションモデルとして活動を始める。CUTiEやSPRiNG、Oliveなどファッション誌や東京コレクションに多く出演し個性的なスタイルで人気モデルとなる。
海外のファッション誌「iD」に“日本のトップモデル”として紹介されたことをきっかけに、国内外を問わず活躍の場を広げている。フランスのトップモデルエージェンシー『NEXT』に所属。小柄ながら日本人モデルとしてカール・ラガーフェルドから抜擢され、シャネルなどの一流のコレクションに出演を果たした。またモデルの仕事と併行しデザインチームTinyRoomを主謀して活動。イラストレーターとしても活動。
1999年、サンエー・インターナショナルより「鮎川陽子デザインTシャツ」が発売された。2003年にはシーナ&ザ・ロケッツのオフィシャルグッズにも携わっている。また、装苑にインターネットを題材にしたコラムやVITAにモデル日記、香港のファッション雑誌に連載コラムを50回以上に渡り、執筆。両親の影響もあり根っからの音楽好きである。好きなミュージシャンはラモーンズやボブ・マーリーなど。
2000年、稲葉賀恵（ヨシエ・イナバ）L'EQUIPEのワールドキャンペーンのモデルを務める。
2006年、オムニバス映画「PET BOX」の一篇「ネコと金魚の恋物語」（監督：瀬々敬久）で女優としてデビューした。
2006年頃より一時活動を休止していた。2015年6月よりモデル事務所「エスプリ」に所属しモデル活動を再開後、2018年6月より独立。
2015年、ショップチャンネルにて、自身のファッションブランド「YOKO AYUKAWA」を発表した。
2017年10月8日、41歳の誕生日に結婚したことを、公式インスタグラムで公表。12月には、写真家・大森直とコラボをし恵比寿のALギャラリーに「クロイトリ展」を展示。被写体としてのファッション写真の展示と、自身のアクリル絵画を展示した。モデル被写体となって表現する大森氏の写真作品と、鮎川陽子のポップなドローイングを展示。クロイトリというアイコンを掲げ、「LOVE ROCK LIFE」を表現した。クロイトリ展は2018年1月・3月にも開催された。アクリル絵の具を使いキャンパスに絵を描いたのは初めてであった。この展示で絵画が大変好評を得て、絵の創作活動を本格的に開始することとなった。
2018年1月渋谷のランドシーフードで「クロイトリアクア展」、3月には虎ノ門ヒルズ3rdカフェにて「クロイトリ都会展」を開催。ファッション写真とアクリル絵画の両方を展示。
5月には東京都美術館「平泉展」にて、アクリル画を出品。7月表参道にある高級アンティークショップ「ラトリエ」店内にてアートの展示販売が開始。
伊勢丹新宿店から抜擢され、9月5日から9月16日までインターナショナルラグジュアリーで単独の個展を開催。アクリル画や造形約30点展示した。
2019年1月国立新美術館「平泉展」出品。5月東京都美術館「平泉展」出品。
現在はアート制作を中心に、モデルやDJなども行い活動している。

## 出演

### テレビ出演
- 感じるジャッカル（フジテレビ）
- ゆるナビ（NHK）
- シーナ＆ロケッツ 鮎川誠〜Keep A-Rockin’〜（2023年3月27日・28日・29日〈初回放送〉、フジテレビNEXT[8]） ※フジテレビNEXT他、BSフジでも不定期再放送あり

### CM
- 株式会社 和光 - 3歳の時に声をかけられCM出演した。和服姿のお姉さんと手をつないで歩く姿が10年以上、北九州を中心のローカルCMで放送される。
- ジャノメミシン『センサークラフト7000』「ミシン新時代 Sewing new Age」（1987年） - 当時小学5年生であり、双子の妹・純子（現：DARKSIDE MIRRORSドラムス）と父・鮎川誠と出演した。第二弾では母・シーナも出演している。
- 宮崎シーガイア（1997年）
- 日本マクドナルド『ふかふかアイスバーガー』（1999年）
- ライトオン（2001年）
- カルビー『フルーツグラノーラ』（2001年）
- キリンビバレッジ『トロピカーナ・ソルベ』（2002年）
- 住友林業（2002年）
- オムロンヘルスケア『pisu style』（2003年）
- ユニー・APITA（2008年）

### 広告
- 宮崎シーガイアキャンペーンガール（1997年）
- Trans Continentsキャンペーン（1998年）
- Ozone Community（1998年）
- No Comcept & Good Sense（1999年）
- 集英社MORE（2000年）
- マガジンハウスananポスター（2000年）
- L'EQUIPE YOSHIE INABAワールドキャンペーン（2000年）
- 持田製薬（2001年）
- サンスター VO5キャンペーン（2002年）
- HUSH PUPPIESキャンペーン（2002年）
- 丁目プラザポスター（2002年）
- 西武百貨店広告（2002年）

など

### 映画
- ネコと金魚の恋物語（2006年　配給：スローラーナー　監督：瀬々敬久） - 育子 役（ヒロイン）
- 星くず兄弟の新たな伝説（2018年　配給：マジックアワー　監督：手塚眞） - 天使アケビ 役

### 個展・グループ展
- 2017年　東京・ALギャラリー　大森直×鮎川陽子「クロイトリ」
- 2018年　東京・ランドシーフード　大森直×鮎川陽子「クロイトリアクア展」
- 2018年　東京・虎ノ門ヒルズ3rdカフェ　大森直×鮎川陽子「クロイトリ都会展」
- 2018年　東京・伊勢丹新宿店　個展「鮎川陽子展」
- 2019年　東京・ディスクユニオンお茶の水　個展「Rock and Rolling」
- 2021年　WAVE TOKYO 2021
- 2022年　東京・YUGEN Gallery　グループ展「Exhibition #PUNK #ROCK #ART #LIFE」
- 2022年　愛知・VIVI　個展「YOBE’S WORLD展」
- 2022年　WAVE TOKYO 2022
- 2023年　東京・サンシャインシティプリンスホテル　#回遊美術館 with 鮎川陽子／YOKO AYUKAWA
- 2023年　埼玉県・伊勢丹浦和店　個展「AH ! UN ! ―色のマジック―」
- 2023年　福岡・六本松 蔦屋書店 鮎川陽子絵画展「AH UN」
- 2024年　愛知・VIVI　個展「YOBE’S WORLD展」
- 2024年　福岡・大丸福岡天神店「レヴェチ美術館✕鮎川陽子絵画展」